# South Para Reservoir
South Para Reservoir är en reservoar i Australien. Den ligger i delstaten South Australia, omkring 35 kilometer nordost om delstatshuvudstaden Adelaide. South Para Reservoir ligger 247 meter över havet. Arean är 1,3 kvadratkilometer. Den sträcker sig 1,9 kilometer i nord-sydlig riktning, och 1,9 kilometer i öst-västlig riktning.
I omgivningarna runt South Para Reservoir växer huvudsakligen savannskog. Runt South Para Reservoir är det glesbefolkat, med 16 invånare per kvadratkilometer. Genomsnittlig årsnederbörd är 593 millimeter. Den regnigaste månaden är juli, med i genomsnitt 95 mm nederbörd, och den torraste är december, med 13 mm nederbörd.